# Klippenadler
Der Klippenadler (Aquila verreauxii), früher auch als Kaffernadler bezeichnet, ist ein sehr großer Vertreter der Gattung Echte Adler (Aquila). Das Hauptverbreitungsgebiet der nirgendwo häufigen Art liegt im südlichen Afrika. Der trotz seiner Größe und seines beträchtlichen Gewichtes agile und gewandte Adler ist in seinem Verbreitungsgebiet unverwechselbar. Adulte Vögel wirken fast einheitlich schwarz.

## Aussehen

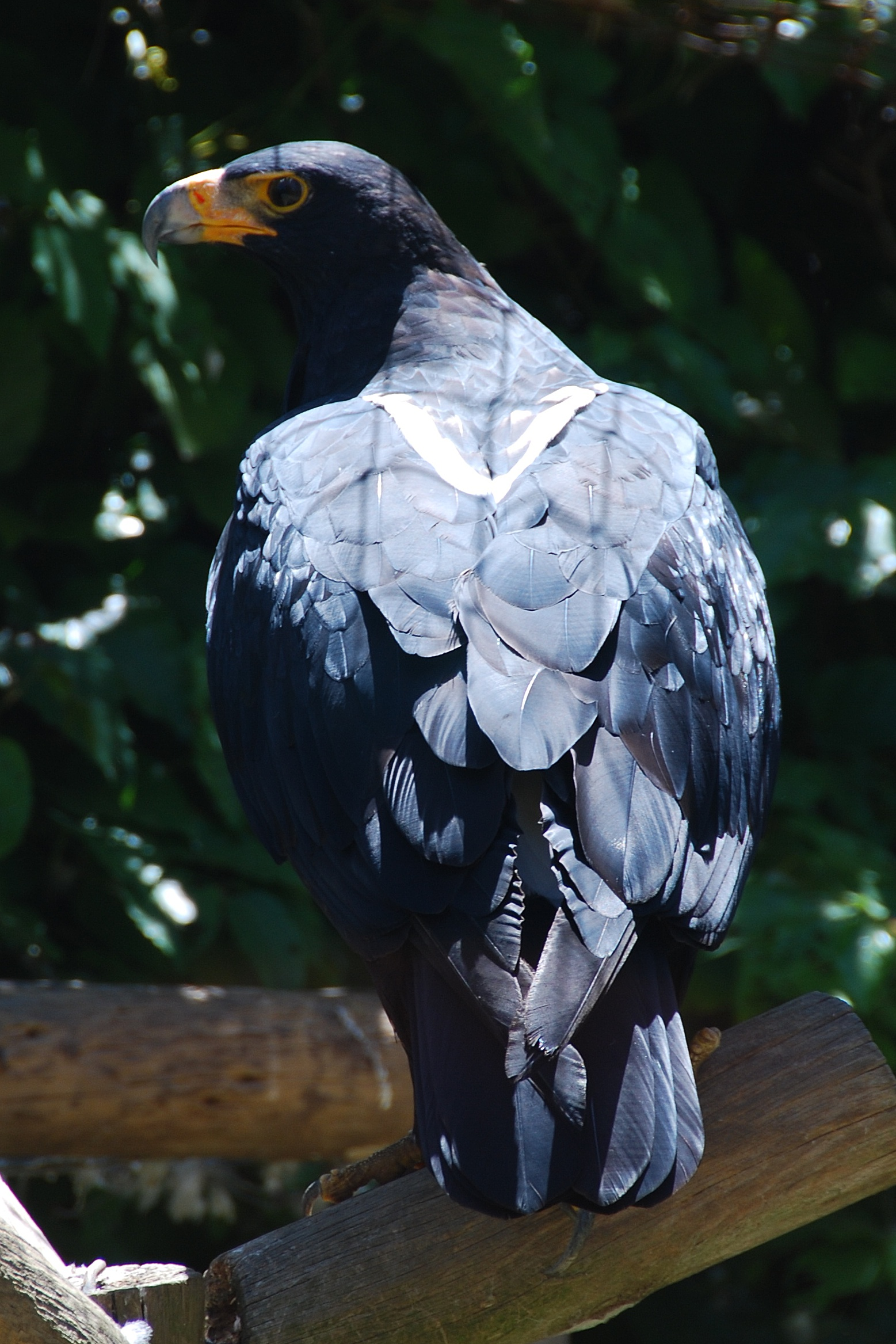
Klippenadler

Die Grundfarbe des Gefieders erwachsener Vögel ist Schwarz. Beim sitzenden Adler ist meist ein schmales reinweißes V zu erkennen, das sich von den Schultern zum Oberrücken hin schließt. Beim fliegenden Vogel ist in der Oberansicht dieses Merkmal viel deutlicher und bildet ein deutliches Y mit sehr breiter Basis, da auch die Schwanzwurzel des Adlers reinweiß gefärbt ist. Der mächtige Schnabel ist mehrheitlich hellgrau, zur Spitze hin wird er dunkler. Stark zur schwarzen Grundfärbung kontrastieren die dottergelbe Wachshaut sowie ebenso Farbelemente an der Schnabelbasis, am Unterschnabel und um die Augen. Die Adler haben ziemlich lange Füße, die bis zu den Zehen schwarz befiedert sind; die Zehen selbst sind blassgelb, die Krallen sind schwarz.
Der reverse Geschlechtsdimorphismus ist nur schwach ausgeprägt. Ausgewachsene Weibchen sind oft etwas heller, mehr schwarzbraun gefärbt, doch ist die Unterscheidung der Geschlechter nicht immer einfach. Weibchen sind im Mittel etwas größer und meist erheblich schwerer als die Männchen.
In der Unteransicht wirken fliegende Klippenadler ebenfalls sehr dunkel. Auffallend ist das weiße, ins Graue hin verlaufende Flügelfeld, das zu den dunklen Flügelspitzen hin abdunkelt.
Das Federkleid der Jungvögel unterscheidet sich stark von dem adulter, ist in sich aber wenig variabel. Sie sind insgesamt viel heller als ausgefärbte und an den Flanken und Oberschenkeln fast weiß. Kennzeichnend für Jungvögel sind auch der sehr helle Oberkopf mit goldgelben Farbschattierungen zum Nacken hin sowie der rostbraune Schultergürtel. Jungvögel sind abhängig von ihrem Alter auch im Flugbild heller, insbesondere weisen die Unterflügeldecken eine weiße, stellenweise auch rostbraune Sprenkelung auf. Frühestens mit fünf Jahren tragen Klippenadler das Erwachsenenkleid, meist aber erst ein Jahr später.

## Maße und Gewicht
Die Größe dieses Adlers liegt zwischen 78 Zentimetern und 90 Zentimetern. Die Flügellänge erreicht beim Männchen fast 60 Zentimeter, beim Weibchen ist sie um etwa 5 Zentimeter größer. Die Spannweite sehr großer Weibchen kann über 210 Zentimeter betragen. Männchen wiegen zwischen drei und etwas über vier Kilogramm, das Gewicht eines Weibchens kann sechs bis sieben Kilogramm erreichen.

## Lebensraum und Verbreitung

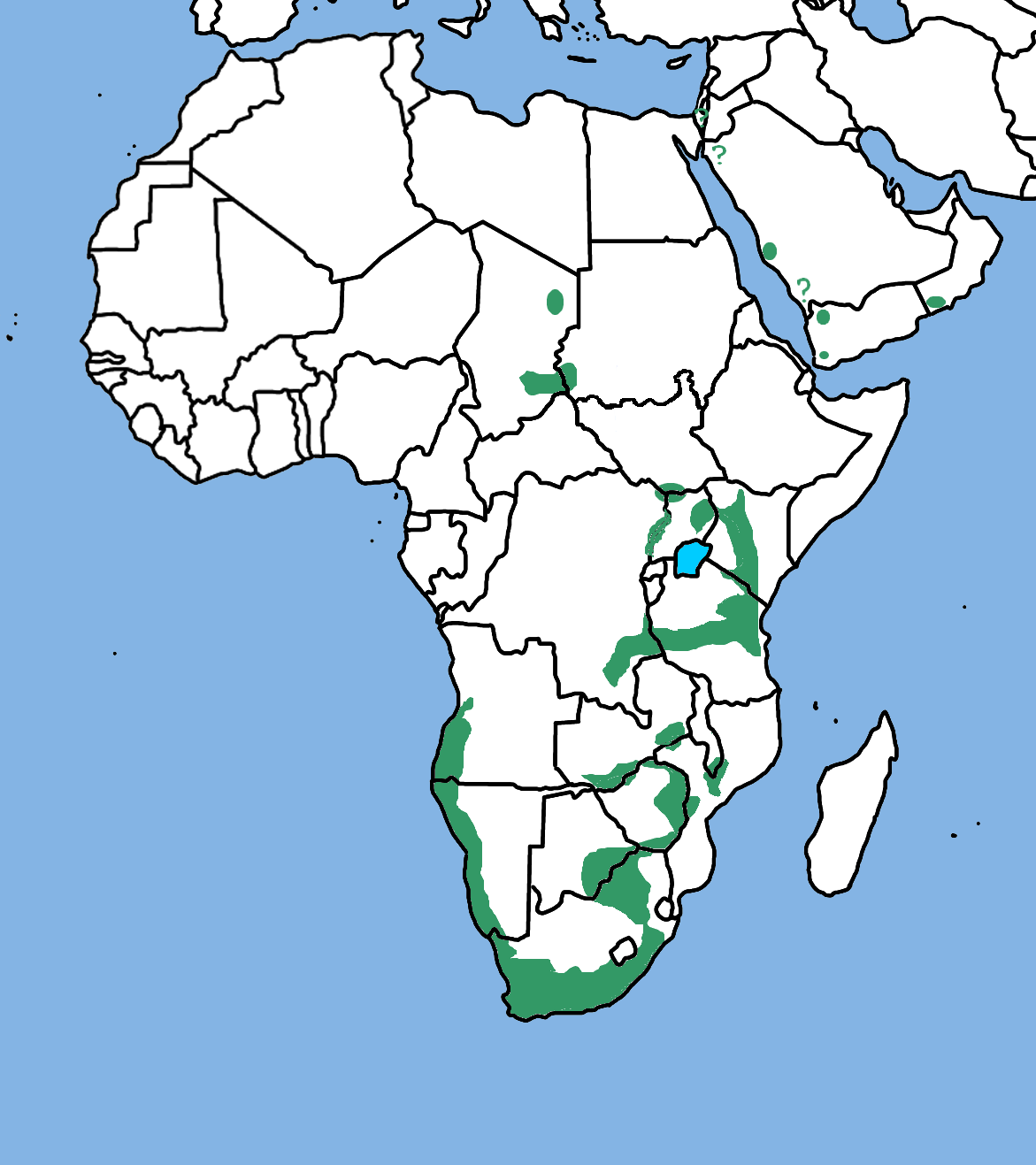
Brutgebiete des Klippenadlers

Klippenadler bewohnen vor allem aride und semiaride felsige Hügel- und Gebirgslandschaften, Klippen, Schluchten und Inselberge. Sie kommen bis in Höhen von über 5000 m vor.
Klippenadler sind in aufgesplitterten Vorkommen vom Südrand der zentralen Sahara, dem Südsudan und den Staaten des östlichen Afrikas südwärts bis in die Kapregion verbreitet. In Westafrika kommt er küstennah nordwärts bis Mittelangola vor. Zusätzlich bestehen mit wenigen Paaren Brutvorkommen im Jemen und im Oman, möglicherweise auch in der israelischen Negev.
Klippenadler sind ortstreu, nur Jungvögel dismigrieren.

## Nahrung und Nahrungserwerb

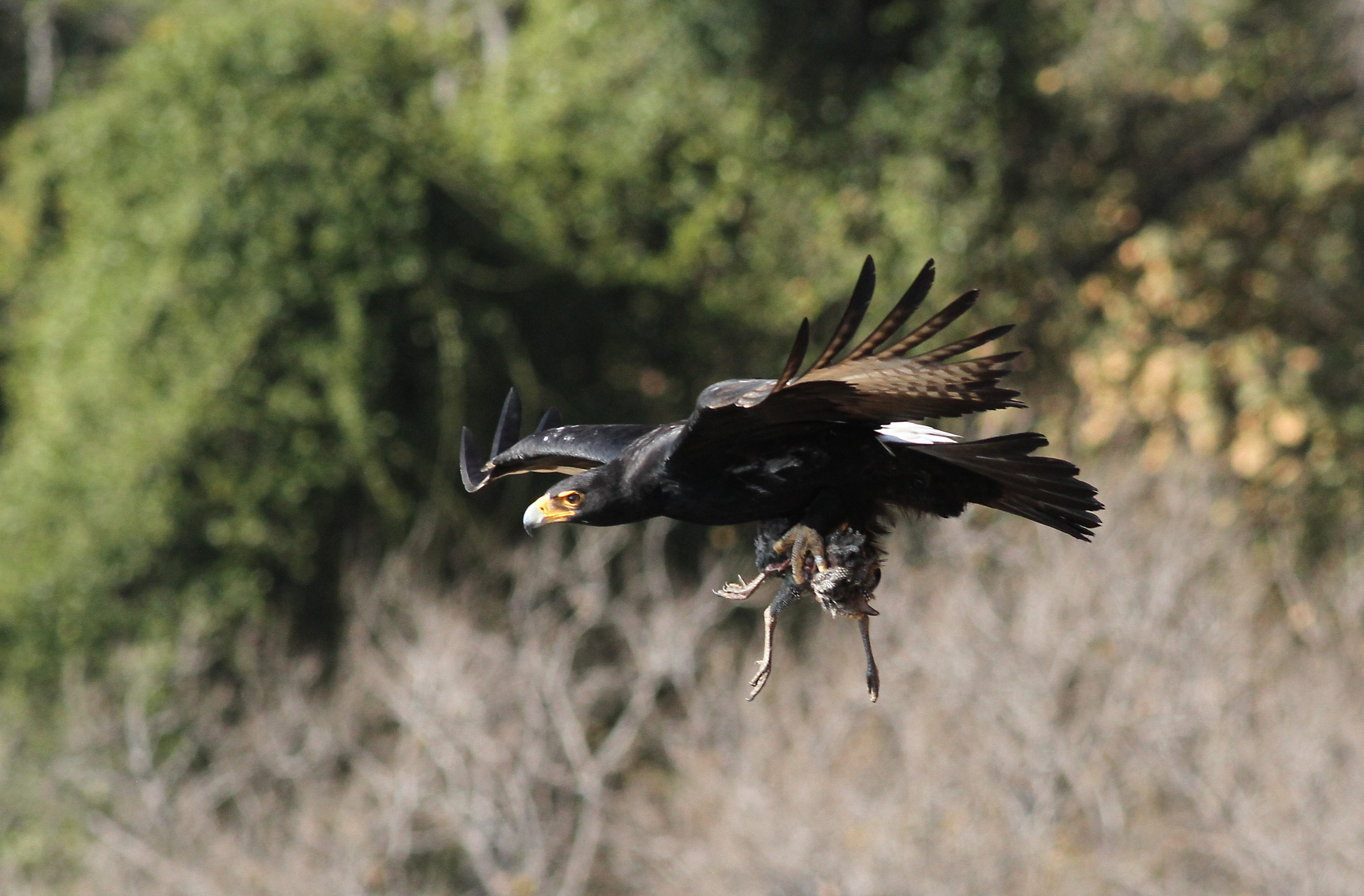
Klippenadler mit Beute

Die Hauptbeutetiere dieses Adlers sind Klippschliefer (Procavia sp.) und Busch- oder Steppenschliefer (Heterohyrax sp.). Daneben jagt er noch eine Vielzahl an Säugetieren wie kleinere Antilopen, Hasen, Kaninchen und Affen sowie Vögel und Schildkröten. Selten sieht man Klippenadler auch an Aas.
Während der Jagd gleitet die Art in niedriger Höhe und versucht ein Beutetier zu überraschen. Häufig wird paarweises Jagen beobachtet, bei dem der eine Adler eine Schlieferkolonie aufscheucht, während der andere, von hinten kommend, ein Tier zu schlagen trachtet. Meist wird die Beute am Boden geschlagen, weniger häufig ist Ansitzjagd. Gelegentlich jagt er auch anderen Greifvögeln ihre Beute ab.

## Sozialverhalten und Brut

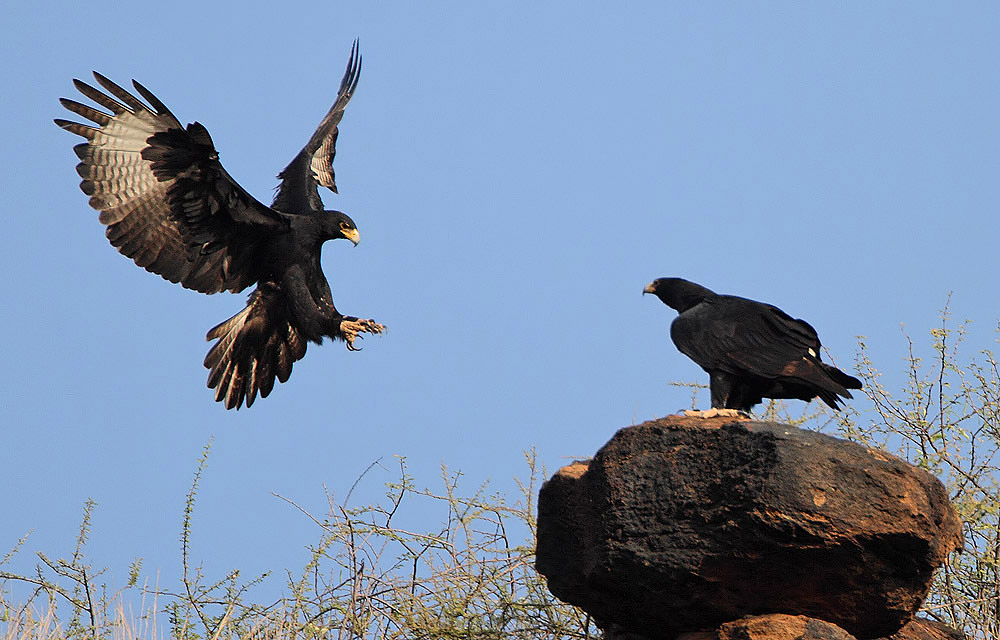
Brutpaar

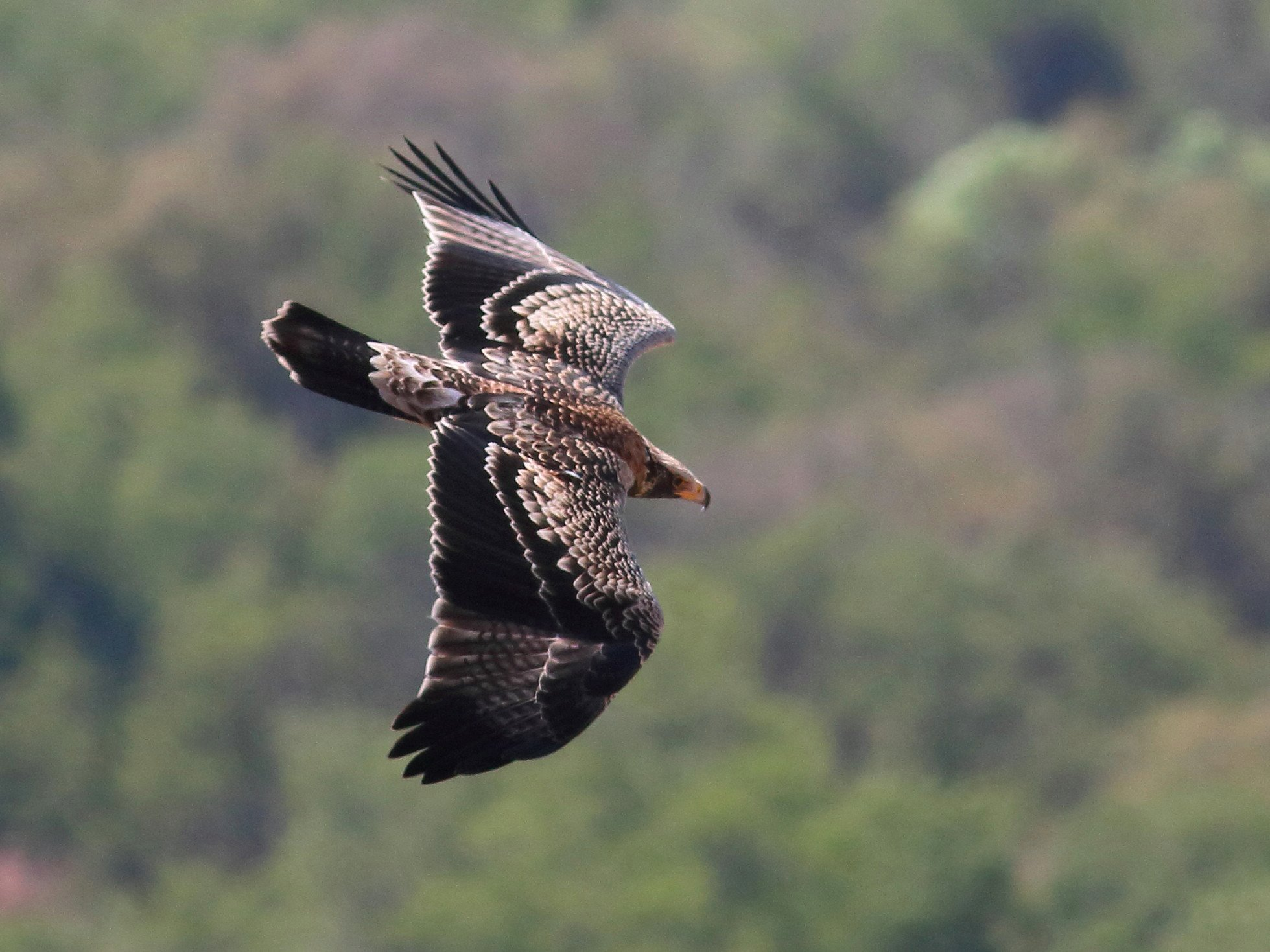
Juveniles Tier im Flug

Klippenadler leben einzeln oder in Paaren. Paare zeigen das ganze Jahr über eindrucksvolle Flüge über ihrem Revier, in die spektakuläre Flugmanöver eingestreut sind. Darüber hinaus verhalten sie sich jedoch relativ ruhig.
Das Nest ist ein gewaltiger Bau aus Ästen und Zweigen, der Durchmesser von bis zu zwei Metern erreichen kann. Üblicherweise ist es an die zwei Meter hoch, bei länger benutzten Horsten wurden auch Höhen von über vier Metern festgestellt.
Neststandorte sind meist Felsplattformen, häufig sind sie ganz oder teilweise überdacht. Selten werden die Horste auch auf verschiedenen Bäumen, zum Beispiel auf Akazien, oder auf Euphorbien errichtet.
In der Regel besteht das Gelege aus zwei Eiern, seltener aus einem oder drei. Nach einer Brutdauer von 43–47 Tagen schlüpfen die Jungen. Das älteste attackiert bald nach dem Schlupf das Jüngere und tötet es schließlich (Kainismus). Bis zum Flüggewerden vergehen an die 100 Tage, auch danach ist der Jungvogel noch eine gewisse Zeit von den Eltern abhängig.

## Bestand und Bestandsentwicklung

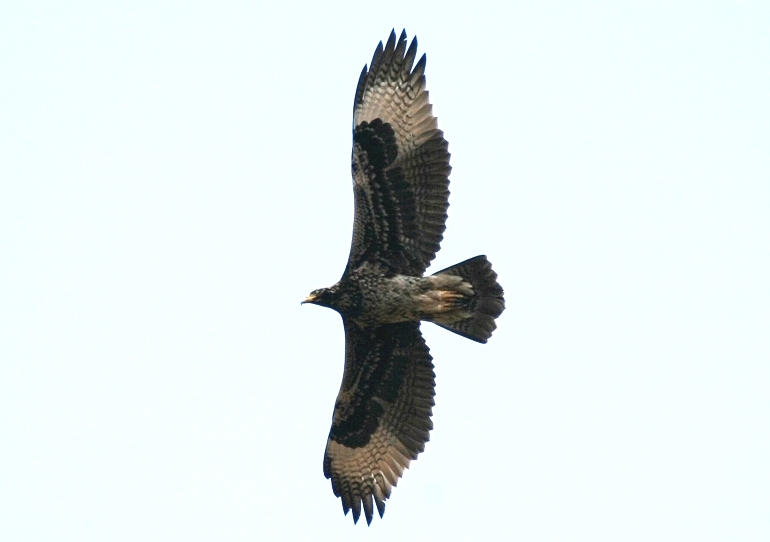
Flugsilhouette

Über die Gesamtpopulation der Art bestehen nur sehr vage Schätzungen, die sich um einige 10.000 Individuen bewegen. Da die Art vor allem unwegsame, gebirgige, somit landwirtschaftlich nicht nutzbare Gebiete bewohnt, scheint sie zurzeit nicht gefährdet.

## Etymologie und Forschungsgeschichte
René Primevère Lesson beschrieb den Klippenadler unter dem heutigen Namen Aquila verreauxii. Das Typusexemplar stammte vom Kap der Guten Hoffnung. »Aquila«, ein Name den Mathurin-Jacques Brisson (1723–1806) bereits 1760 einführte, ist das lateinische Wort für »Adler«. Das Artepitheton ist Jules Verreaux gewidmet, der den Balg gesammelt hatte und diesen zu seinem Vater in Paris schickte. Zum Zeitpunkt der Erstbeschreibung befand er sich im Besitz von Adolphe Jean Audenet (1800–1872). Die Illustration des Klippenadlers fertigte Jean-Gabriel Prêtre (1768–1849) an.